# Whitestown (Indiana)
Whitestown es un pueblo ubicado en el condado de Boone en el estado estadounidense de Indiana. En el Censo de 2010 tenía una población de 2867 habitantes y una densidad poblacional de 105,85 personas por km².

## Geografía
Whitestown se encuentra ubicado en las coordenadas 39°57′47″N 86°21′59″O / 39.96306, -86.36639. Según la Oficina del Censo de los Estados Unidos, Whitestown tiene una superficie total de 27.09 km², de la cual 27.09 km² corresponden a tierra firme y (0%) 0 km² es agua.

## Demografía
Según el censo de 2010, había 2867 personas residiendo en Whitestown. La densidad de población era de 105,85 hab./km². De los 2867 habitantes, Whitestown estaba compuesto por el 90.93% blancos, el 2.79% eran afroamericanos, el 0.1% eran amerindios, el 2.93% eran asiáticos, el 0% eran isleños del Pacífico, el 1.08% eran de otras razas y el 2.16% pertenecían a dos o más razas. Del total de la población el 3.49% eran hispanos o latinos de cualquier raza.